# William F. Milliken Jr.
William F. Milliken, Jr. (Old Town, 18 aprile 1911 – 28 luglio 2012) è stato un ingegnere e pilota automobilistico statunitense.
Dopo la laurea in ingegneria aerospaziale al MIT nel 1934, Milliken ha lavorato nell'industria aeronautica per 20 anni, occupandosi di analisi, test in galleria del vento e prove di volo, in particolare in ambito della stabilità e del controllo del velivolo. Fu assistente capo dei test di volo alla Boeing durante la seconda guerra mondiale, e partecipò ai primi voli del prototipo XB-29 e diversi B-17.
In qualità di capo della Ricerca di Volo al Cornell Aeronautical Laboratory (CAL, oggi Calspan) iniziò un programma di rilevazione della dinamica dei velivoli in volo tramite strategie tipiche del controllo automatico, utilizzando misure di risposta in frequenza. Inoltre fu coinvolto nella ricerca che ha portato ai moderni sistemi di controllo aeronautici elettroidraulici.
Milliken ha preso parte ad oltre 100 gare automobilistiche nel dopoguerra. È stato uno dei fautori delle prime gare su asfalto corse al Watkins Glen, in qualità di capo della commissione tecnica. Prese parte anche alla prima di esse nel 1948 e durante l'occasione si ribaltò affrontando la curva che poi fu ribattezzata "Milliken's Corner". Ha pilotato vetture come la Bugatti Type 35 e 54 e una Four Wheel Drive Special (FWD) ex indy nelle varie gare che si svolgevano tra Watkins Glen, Pikes Peak, Sebring e molti altri in 15 anni.
Grazie all'attività di pilota automobilistico, Milliken iniziò a maturare interesse nell'ambito dell'automotive ed, in particolare, sulla possibilità di applicazione della tecnologia utilizzata in ambito aeronautico per lo studio stabilità e del controllo dell'autoveicolo. Supportato dalla General Motors, la sua attività di ricerca in dinamica del veicolo al CAL crebbe e portò a mettere a punto il primo macchinario di test per pneumatici a sei componenti, dando vita al TIRF, il primo rullo per test su pneumatici ad alta velocità nel 1970. Il TIRF è tuttora tra i macchinari di test per pneumatici più avanzati al mondo.
Entrato a far parte della Sports Car Club of America Hall of Fame e insignito della SAE Fellow Membership, riconoscimento riservato ai personaggi il cui lavoro ha dato un forte impatto nel mondo dell'automotive, Milliken è considerato tra i pionieri dell'approccio moderno allo studio della stabilità e del controllo dei veicoli terrestri, contribuendo così al miglioramento complessivo della sicurezza stradale.

## Libri
Milliken è stato autore, o co-autore dei seguenti libri:
- (EN) William F. Milliken, Equations of Motion - Adventure, Risk and Innovation. An Engineering Autobiography, Bentley Publishers, 2009, ISBN 0-8376-1348-5. ISBN 978-0-8376-1348-2, pagina dell'editore
- (EN) Douglas L. e William F. Milliken, Edward M. Kasprzak e L. Daniel Metz, Race Car Vehicle Dynamics Problems, Answers and Experiments, 2003, ISBN 978-0-7680-1127-2.
- (EN) William F. Milliken e Douglas L. Milliken, Chassis Design, 2002, ISBN 978-0-7680-0826-5.
- (EN) William F. Milliken e Douglas L. Milliken, Race Car Vehicle Dynamics, 1995, ISBN 978-1-56091-526-3.